# Erlkönig

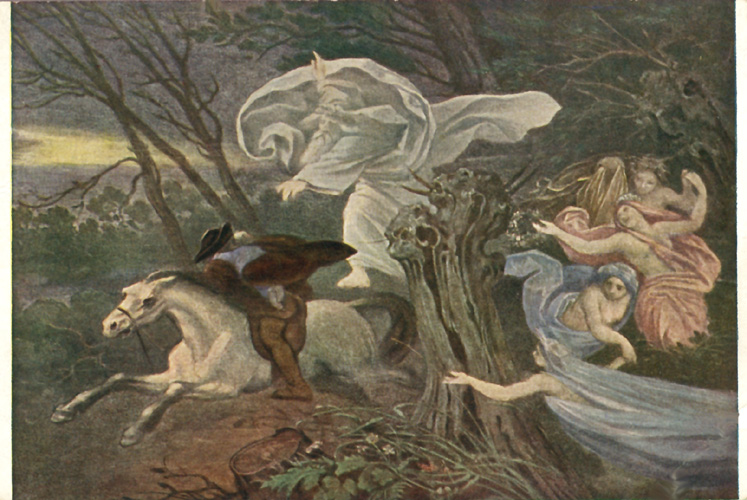
Afbeelding door Moritz von Schwind, 1917

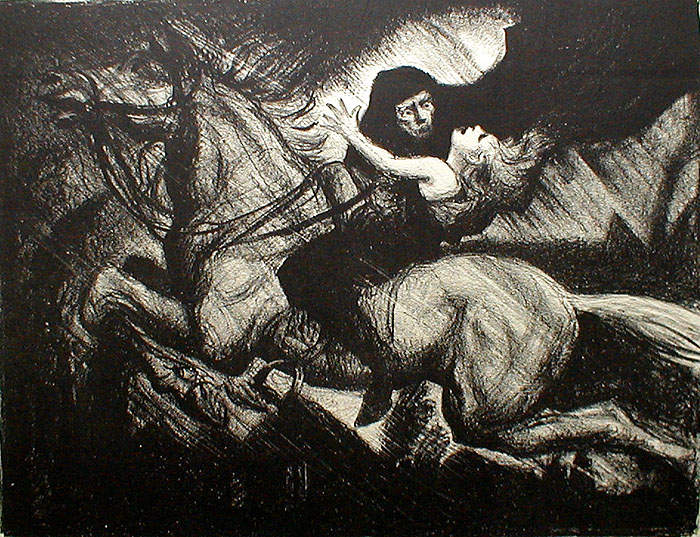
Erlkönig

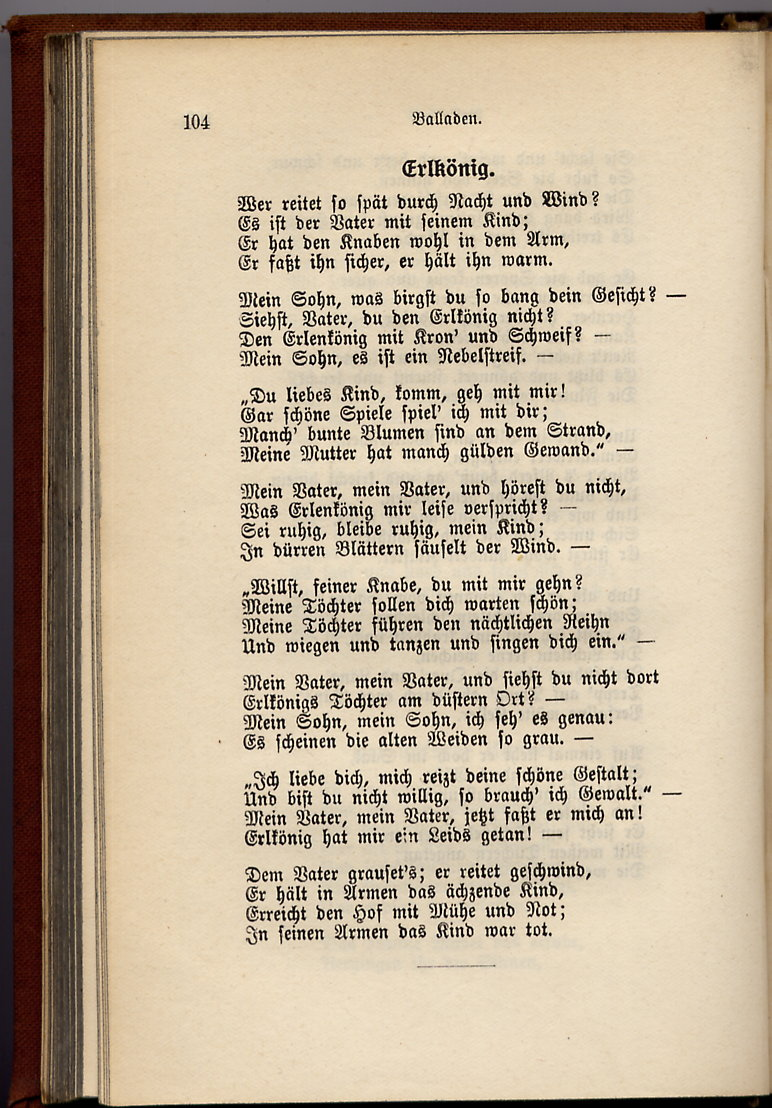
Het gedicht van Johann Wolfgang von Goethe (in 20e-eeuwse spelling)

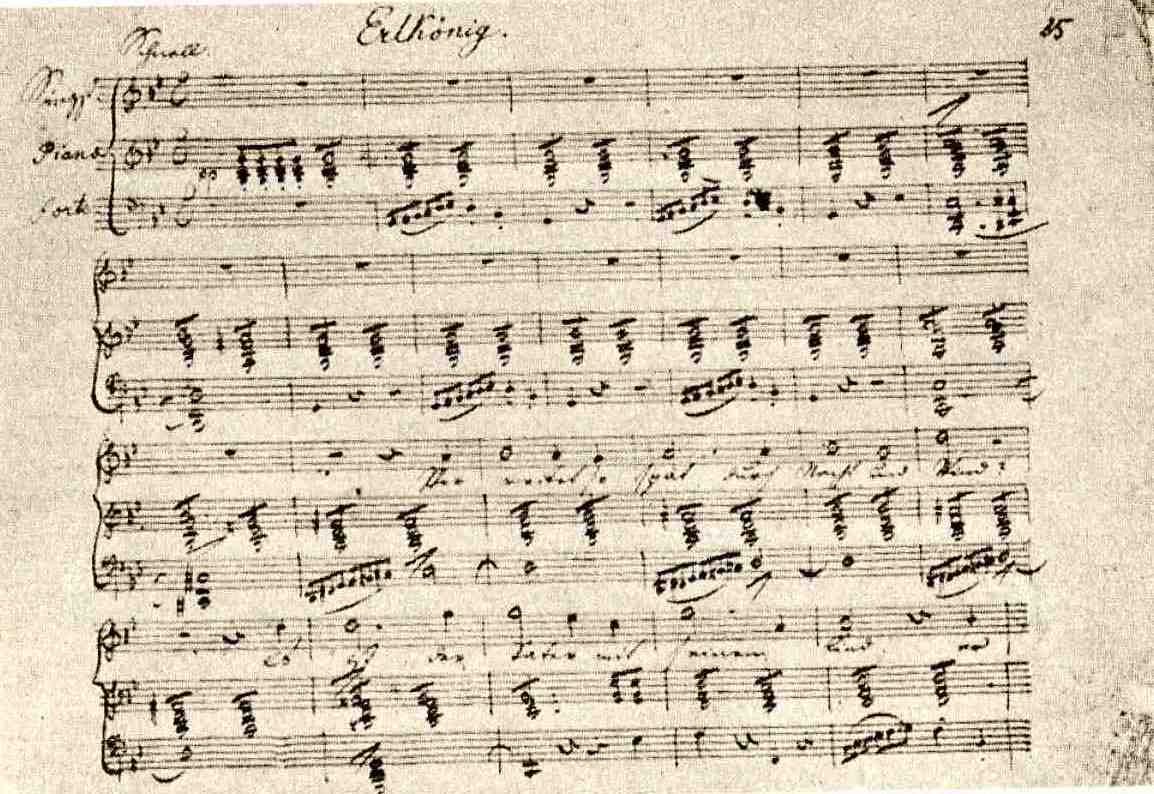
Muziek van Franz Schubert

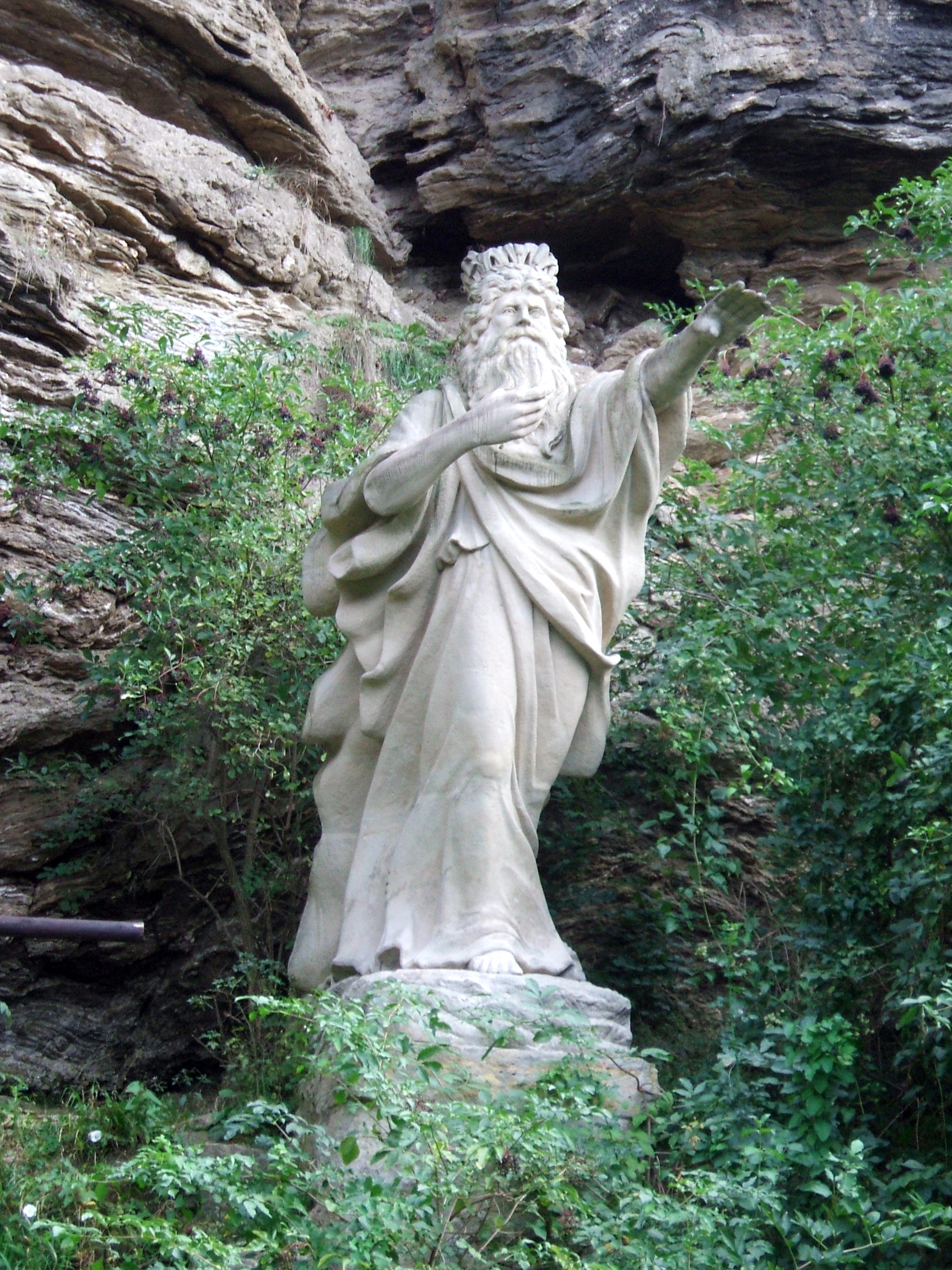
Erlkönig in Jena

Erlkönig (Elzenkoning, juister Elfenkoning) is een ballade, in 1782 geschreven door de Duitse dichter Johann Wolfgang von Goethe.
Het Duitse woord Erle betekent elzenboom. Dit is ontstaan door een foutieve vertaling vanuit de Deense tekst van Johann Gottfried von Herder: de oorspronkelijke tekst ging over een elfenkoning.

## Verhaal
De ballade vertelt het trieste verhaal van een vader die 's nachts te paard naar huis rijdt met in zijn armen zijn zoon. De jongen (die vermoedelijk doodziek is) ziet in zijn koortsdromen de elfenkoning, een symbool van de dood, die hem probeert mee te lokken naar de 'andere zijde'. Het angstige kind roept naar zijn vader om hulp. De elfenkoning probeert het opnieuw, uiteindelijk dreigt hij het kind met geweld mee te nemen. Wanneer de vader en het kind op hun bestemming komen, blijkt de jongen gestorven te zijn. Hij is voor de elfenkoning bezweken.

## Schubert
Het gedicht van Goethe werd in 1815 door Franz Schubert op muziek gezet (D 328) en werd een van diens bekendste liederen. In 1797 was Beethoven hem al voorgegaan, maar zijn versie bleef onvoltooid. Franz Liszt maakte op zijn beurt drie pianotranscripties van Schuberts zetting (als S557a, S558 nr. 4 en S558bis nr. 4). Andere componisten die de tekst toonzetten, waren Johann Friedrich Reichardt, Louis Spohr, Carl Loewe en Carl Friedrich Zelter. Hans Werner Henze orkestreerde de ballade als onderdeel van zijn op Goethe gebaseerde ballet le fils de l'air.
Schuberts versie van Erlkönig wordt ook wel instrumentaal uitgevoerd (bijvoorbeeld als transcriptie voor piano of vioolsolo).
| Erzähler: Wer reitet so spät durch Nacht und Wind? Es ist der Vater mit seinem Kind; Er hat den Knaben wohl in dem Arm, Er faßt ihn sicher, er hält ihn warm.                   | Wie rijdt er zo laat door nacht en wind? Het is de vader met zijn kind Hij heeft het knaapje goed in zijn arm Hij houdt hem vast, hij houdt hem warm   |
| Vater: Mein Sohn, was birgst du so bang dein Gesicht? | Mijn zoon, waarom verberg je zo bang je gezicht? |
| Kind: Siehst Vater, du den Erlkönig nicht? Den Erlenkönig mit Kron’ und Schweif?                                                                                                | Zie vader, jij de Elfenkoning niet? De Elfenkoning met kroon en zweep?                                                                                 |
| Vater: Mein Sohn, es ist ein Nebelstreif. | Mijn zoon, het is een nevelsliert |
| Erlkönig: Du liebes Kind, komm, geh mit mir! Gar schöne Spiele spiel’ ich mit dir; Manch’ bunte Blumen sind an dem Strand, Meine Mutter hat manch’ gülden Gewand.               | Jij lief kind, kom mee met mij Heel leuke spelletjes speel ik met jou Veel bonte bloemen zijn er aan het strand Mijn moeder heeft veel gouden gewaden  |
| Kind: Mein Vater, mein Vater, und hörest du nicht, Was Erlenkönig mir leise verspricht?                                                                                         | Mijn vader, mijn vader, hoor je niet Wat de Elfenkoning me zachtjes belooft?                                                                           |
| Vater: Sei ruhig, bleibe ruhig, mein Kind; In dürren Blättern säuselt der Wind.                                                                                                 | Wees rustig, blijf rustig mijn kind In dorre blaadjes fluistert de wind                                                                                |
| Erlkönig: Willst, feiner Knabe, du mit mir gehn? Meine Töchter sollen dich warten schön; Meine Töchter führen den nächtlichen Reihn, Und wiegen und tanzen und singen dich ein. | Wil, fijn knaapje, je met me gaan? Mijn dochters wachten al op je Mijn dochters leiden de nachtelijke dans En wiegen en dansen en zingen je toe        |
| Kind: Mein Vater, mein Vater, und siehst du nicht dort Erlkönigs Töchter am düstern Ort?                                                                                        | Mijn vader, mijn vader, en zie je niet daar Elfenkonings dochters in die duistere plaats?                                                              |
| Vater: Mein Sohn, mein Sohn, ich seh’s genau: Es scheinen die alten Weiden so grau.                                                                                             | Mijn zoon, mijn zoon, ik zie het goed: Het schijnen de oude wilgen zo grijs.                                                                           |
| Erlkönig: Ich liebe dich, mich reizt deine schöne Gestalt: Und bist du nicht willig, so brauch’ ich Gewalt.                                                                     | Ik hou van je, mij bekoort je mooie gestalte En ga je niet gewillig dan gebruik ik geweld                                                              |
| Kind: Mein Vater, mein Vater, jetzt faßt er mich an! Erlkönig hat mir ein Leids getan!                                                                                          | Mijn vader, mijn vader, nu grijpt hij me vast! De Elfenkoning heeft me pijn gedaan!                                                                    |
| Erzähler: Dem Vater grauset’s, er reitet geschwind, Er hält in den Armen das ächzende Kind, Erreicht den Hof mit Müh’ und Not; In seinen Armen das Kind war tot.                | De vader huivert, hij rijdt snel Hij houdt in zijn armen het kreunende kind, Bereikt de boerderij vermoeid en in nood In zijn armen het kind was dood. |

## Bewerkingen en varianten
- In 2004 maakte Rammstein een moderne versie van dit gedicht getiteld Dalai Lama.
- Muzikant-cabaretier André Manuel bracht in 2011 de cd Dollekamp uit, waarop het gedicht – hertaald in het Twents – in diverse nummers een hoofdrol speelt.
- In 2016 bracht Epica het lied Once Upon A Nightmare uit, gebaseerd op op dit gedicht.
- De Wereldband speelde het gedicht tijdens hun show Playground, waarbij zanger Rogier Bosman de tekst zong op een trampoline.

## Andere wintergoden
- De verwarring tussen de naam Erlkönig en Elfenkoning is het gevolg van  de vele namen die een god van de  winter en de onderwereld in de Europese voorchristelijke folklore had, Blauwbaard, Barbe Bleue, Halewijn, Halloween, Alwin, Alberik, Alberts, Oberon, Harlequin, Arlecchino, etc. zijn allemaal namen in sprookjes en volksliedjes die naar eenzelfde figuur verwijzen. Erlkönig past in de Romaanse Harlekijntraditie, Elfenkoning in de Germaanse Alberiktraditie.